# 伊萬諾皮爾 (文尼察州)
伊萬諾皮爾（羅馬化：Ivanopil'）是烏克蘭的村落，位於該國西南部文尼察州，始建於1570年，海拔高度245米，2001年人口753，人口密度每平方公里4,826.92人。